# Flic tout simplement
Pour plus de détails, voir Fiche technique et Distribution.
Flic tout simplement est un téléfilm français réalisé par Yves Rénier, diffusé le 20 janvier 2016 sur France 2 et rediffusé les 16 mai 2018, 29 janvier 2020 et 4 février 2022, toujours sur la même chaîne, puis le 14 septembre 2022 et le 10 mai 2023 sur la chaîne Chérie 25.

## Synopsis
La traque du tueur en série Guy Georges à Paris de 1994 à 1998, d'après le récit éponyme de Martine Monteil, publié chez Michel Lafon en 2008.

## Fiche technique
- Réalisateur : Yves Rénier
- Scénaristes : Hugues Pagan et Olivier Norek d'après le livre de Martine Monteil (Editions Michel Lafon)
- Producteurs : Claude Chelli et Arnaud Figaret pour Capa Drama
- Musique : Stéphane Zidi et Laurent Sauvagnac
- Directeur de la photographie : Kika Ungaro
- Montage : Stéphanie Gaurier
- Pays :  France
- Durée : 95 minutes
- Date de première diffusion : 20 janvier 2016 sur France 2.

## Distribution
- Mathilde Seigner : Martine Monteil
- Philippe Torreton : Commandant Cardella
- Yves Rénier : Directeur de la police judiciaire Devaire
- Jean-Marie Winling : père de Martine Monteil
- Kamel Belghazi : Pascal Denner
- Steve Driesen : Commandant Laval
- Samantha Rénier : Eliane Franchi
- Patrick Ridremont : Jocelyn Monteil
- Patrick Descamps : Le juge Thiel
- Carolina Jurczak : Hélène Monteil
- Nicolas Mouen : Guy Georges
- Raphael Desprez : Lieutenant Ferrer
- Stéphane Boutet : François Dambach
- Anne Roussel : mère de Pauline Mangin
- Vincent Nemeth : Professeur Rambert
- Jean-Claude Bolle-Reddat : religieux
- Brigitte Froment : Madame Descamps
- Émilie Hantz : Julie Descamps
- Leslie Carles : Pauline Mangin
- Claire-Lise Lecerf : Jeune femme rescapée
- Alexandre Aubry : Clochard
- Hervé Briaux : Directeur Général Jeantot
- Djibril Gueye : Ben Lari
- Dan Herzberg : Chef de patrouille
- Brahim Tekfa et Sylvain Charbonneau : Flics
- Mickaël Collart : Officier
- Valentin de Carbonnières : Paul
- Olivier Descargues : technicien de l'IJ
- Juliette Croizat : Journaliste TV
- Thomas Grascoeur : l'interne
- François Soule : père de Stéphanie Damartin

## Production

### Lieux de tournage
Sauf indication contraire ou complémentaire, les informations mentionnées dans cette section proviennent du générique de fin de l'œuvre audiovisuelle présentée ici.
Le tournage s'est déroulé à Paris. Une journée de tournage a eu lieu au 36 quai des Orfèvres (scènes dans l'escalier du célèbre bâtiment)[réf. nécessaire].

## Accueil

### Audiences
Le téléfilm a obtenu lors de sa première diffusion un gros succès d'audience avec 6,1 millions de téléspectateurs (24,5 % de part d'audience). Ce soir là, France 2 arrive en tête des audiences.

### Accueil critique
- Hélène Rochette, Télérama : « Librement adapté de l'autobiographie de Martine Monteil, l'évocation de ses deux premières années à la tête de la Crim' s'apparente à une ode au dévouement policier. Épaulée par un flic solitaire (Torreton, tout de douleur intériorisée), la patronne du 36 évoque une sainte laïque qui jamais ne fléchit. Campant avec sobriété cette forte tête, Mathilde Seigner lui confère une opiniâtreté acérée. Hélas, la réalisation n'égale pas son interprétation. Ajoutant du pathos à chaque plan, multipliant les ralentis et les flous nocturnes, Yves Rénier s'embarrasse d'un lourd symbolisme pour traduire la menace du violeur prédateur. À l'image du jeu de reflet, filmé en gros plan dans l'œil de la policière découvrant un corps ensanglanté, sa fiction témoigne d'un maniérisme un peu vain. »[2]

- Télé Loisirs : « Inspirée de l'affaire Guy Georges, cette intrigue d'une noirceur pesante tient en haleine grâce à un suspense soigneusement distillé, une mise en scène redoutablement efficace et une réalisation – signée Yves Rénier – très soignée. Mathilde Seigner campe un flic froid, frontal et déterminé avec beaucoup de conviction. »[3]

- Emmanuelle Touraine, Télé 7 Jours : « Yves Rénier signe un polar efficace et dirige pour la seconde fois Mathilde Seigner, toute trouvée pour incarner Martine Monteil, une femme à la personnalité forte et tenace. Face à elle, l'impeccable Philippe Torreton en flic désabusé. »[4]

## Distinction
- 2015 : Sélection officielle au Festival de la fiction TV de La Rochelle

## Référence à une autre œuvre
- Une affiche du spectacle Les Naufragés du Fol Espoir (Aurores) est furtivement visible à la 21e minute du téléfilm.